# And a Little Child Shall Lead Them
And a Little Child Shall Lead Them è un cortometraggio muto del 1909 diretto da David W. Griffith che ne firma anche la sceneggiatura. Prodotto e distribuito dall'American Mutoscope & Biograph, il film uscì nelle sale il 22 marzo 1909.

## Trama
Due coniugi, sull'orlo della rottura definitiva, si riconciliano per amore della loro bambina che ritrova un giocattolo appartenuto al fratellino morto prima che lei nascesse.

## Produzione
Il film fu prodotto dall'American Mutoscope & Biograph e venne girato nei giorni 22 e 24 febbraio 1909.

## Distribuzione
Il copyright del film, richiesto dall'American Mutoscope and Biograph Co., fu registrato il 13 marzo 1909 con il numero H123958.
Distribuito dall'American Mutoscope & Biograph, il film uscì nelle sale Usa il 22 marzo 1909. Nelle proiezioni, veniva programmato con il sistema dello split reel, accorpato in un'unica bobina con un altro cortometraggio prodotto dalla Biograph e diretto da Griffith, The Deception.
Copia della pellicola, un positivo 35 mm, si trova conservato negli archivi della Library of Congress.